# Astana Pro Team/Saison 2020
Diese Liste beschreibt die Mannschaft und die Erfolge des Radsportteams Astana Pro Team in der Saison 2020.

## Mannschaft
| Teamkader 2020                            | Teamkader 2020     | Teamkader 2020 | Teamkader 2020                       |
| Name                                      | Geburtsdatum       | Land           | Vorheriges Team                      |
| ----------------------------------------- | ------------------ | -------------- | ------------------------------------ |
| Alex Aranburu                             | 19. September 1995 | Spanien        | Caja Rural-Seguros RGA (2019)        |
| Schandos Bischіgіtow                      | 10. Juni 1991      | Kasachstan     | Vino 4-ever SKO (2016)               |
| Manuele Boaro                             | 12. März 1987      | Italien        | Bahrain-Merida (2018)                |
| Hernando Bohórquez                        | 22. Juni 1992      | Kolumbien      | Manzana Postobón (2018)              |
| Rodrigo Contreras                         | 2. Juni 1994       | Kolumbien      | EPM (2018)                           |
| Laurens De Vreese                         | 29. September 1988 | Belgien        | Wanty-Groupe Gobert (2014)           |
| Fabio Felline                             | 29. März 1990      | Italien        | Trek-Segafredo (2019)                |
| Daniil Fominych                           | 28. August 1991    | Kasachstan     | Astana Continental (2013)            |
| Omar Fraile                               | 17. Juli 1990      | Spanien        | Dimension Data (2017)                |
| Jakob Fuglsang                            | 22. März 1985      | Dänemark       | RadioShack-Nissan (2012)             |
| Jewgeni Giditsch                          | 19. Mai 1996       | Kasachstan     | Vino-Astana Motors (2017)            |
| Jonas Gregaard                            | 30. Juli 1996      | Dänemark       | Riwal CeramicSpeed (2018)            |
| Dmitri Grusdew                            | 13. März 1986      | Kasachstan     | Ulan (2008)                          |
| Hugo Houle                                | 27. September 1990 | Kanada         | AG2R La Mondiale (2017)              |
| Gorka Izagirre                            | 7. Oktober 1987    | Spanien        | Bahrain-Merida (2018)                |
| Ion Izagirre                              | 4. Februar 1989    | Spanien        | Bahrain-Merida (2018)                |
| Merhawi Kudus                             | 23. Januar 1994    | Eritrea        | Dimension Data (2018)                |
| Miguel Ángel López                        | 4. Februar 1994    | Kolumbien      | Lotería de Boyacá (2014)             |
| Alexei Luzenko                            | 7. September 1992  | Kasachstan     | Astana Continental (2012)            |
| Davide Martinelli                         | 31. Mai 1993       | Italien        | Deceuninck-Quick Step (2019)         |
| Juri Natarow                              | 28. Dezember 1996  | Kasachstan     | Astana City (2018)                   |
| Wadim Pronski                             | 4. Juni 1998       | Kasachstan     | Vino-Astana Motors (2019)            |
| Óscar Rodríguez                           | 6. Mai 1995        | Spanien        | Euskadi Basque Country-Murias (2019) |
| Luis León Sánchez                         | 24. November 1983  | Spanien        | Caja Rural-Seguros RGA (2014)        |
| Nikita Stalnow                            | 14. September 1991 | Kasachstan     | Astana City (2016)                   |
| Harold Tejada                             | 27. April 1997     | Kolumbien      | Medellín (2019)                      |
| Alexander Wlassow                         | 23. April 1996     | Russland       | Gazprom-RusVelo (2019)               |
| Artjom Sacharow                           | 27. Oktober 1991   | Kasachstan     | Seven Rivers (2015)                  |
|                                           |                    |                |                                      |
| Quellen: ProCyclingStats Cycling Archives |                    |                |                                      |

## Erfolge in der UCI WorldTour
In der Saison 2020 gelangen dem Team nachstehende Erfolge in der UCI WorldTour.
| Datum         | Rennen                    | Fahrer             |
| ------------- | ------------------------- | ------------------ |
| 15. August    | Il Lombardia              | Jakob Fuglsang     |
| 3. September  | 6. Etappe Tour de France  | Alexei Luzenko     |
| 16. September | 17. Etappe Tour de France | Miguel Ángel López |
| 25. Oktober   | 6. Etappe Vuelta a España | Ion Izagirre       |

## Erfolge bei der UCI ProSeries
Bei den Rennen der UCI Pro Series im Jahr 2020 gelangen dem Team nachstehende Erfolge.
| Datum           | Rennen                             | Fahrer             |
| --------------- | ---------------------------------- | ------------------ |
| 14. Februar     | 2. Etappe Tour de La Provence      | Alexander Wlassow  |
| 19. Februar     | 1. Etappe Andalusien-Rundfahrt     | Jakob Fuglsang     |
| 21. Februar     | 3. Etappe Andalusien-Rundfahrt     | Jakob Fuglsang     |
| 22. Februar     | 4. Etappe Algarve-Rundfahrt        | Miguel Ángel López |
| 19.–23. Februar | Gesamtwertung Andalusien-Rundfahrt | Jakob Fuglsang     |
| 3. August       | Gran Trittico Lombardo             | Gorka Izagirre     |
| 18. August      | Giro dell’Emilia                   | Alexander Wlassow  |

## Erfolge in den Continental Circuits
In den Rennen des UCI Continental Circuits gelangen dem Team nachstehende Erfolge.
| Datum       | Rennen                          | Kat. | Fahrer            |
| ----------- | ------------------------------- | ---- | ----------------- |
| 15. Februar | 2. Etappe Murcia-Rundfahrt      | 2.1  | Luis León Sánchez |
| 6. August   | Mont Ventoux Dénivelé Challenge | 1.1  | Alexander Wlassow |
| 30. August  | Memorial Marco Pantani          | 1.1  | Fabio Felline     |

## Erfolge in den Nationalen Straßen-Radsportmeisterschaften
In den Rennen der Nationalen Straßen-Radsportmeisterschaften 2020 konnte das Team nachstehende Titel erringen.
| Datum      | Rennen                                  | Fahrer            |
| ---------- | --------------------------------------- | ----------------- |
| 23. August | Spanische Meisterschaft – Straßenrennen | Luis León Sánchez |